# Talis qinghaiella
Talis qinghaiella là một loài bướm đêm trong họ Crambidae.